# Muang Sing
Muang Sing (lao ເມືອງສີງ) est une ville de la province de Luang Namtha au Laos. Elle se trouve à 60 kilomètres au nord-ouest de Louang Namtha et à 14 kilomètres de la frontière chinoise, également à proximité du Myanmar (anciennement Birmanie pour les français).

## Histoire
Au XVIIIe siècle, une ville fortifiée nommée Wiang Fa Ya est fondée par la veuve du souverain de Chiang Khaeng et en 1792 elle ordonne la construction d'un grand stupa. Le district de Muang Sing est l'objet de conflits frontaliers entre les Français (Indochine française) et les Britanniques (Birmanie britannique). Muang Sing n'est jamais intégrée formellement au Royaume de Xishuangbann et à la fin du XIXe siècle, son souverain Chao Fa Sirinor règne sur la région qui est une principauté semi-autonome. En 1885, Sirinor déplace la capitale de sa principauté Lue Chiang Khaeng à Muang Sing, quelques kilomètres vers le sud-est, emportant 1 000 personnes Lue avec lui.
Les Français installent une garnison à Muang Sing en 1896. En 1904, la région devient une principauté autonome sous protection française après un accord entre la France et la Grande-Bretagne. En 1907, le Gouverneur général de l'Indochine à Hanoi publie un décret qui établit un poste de « délégué du Commissaire du Gouvernement » à Muang Sing. La ville est intégrée à l'Indochine française en 1916, mais les habitants continuent à contester l'occupation française. Pendant la première moitié du XXe siècle, les Français profitent de la situation stratégique de la ville en l'utilisant comme station de pesage et marché pour réguler leur monopole sur l'opium et contrôler la production des Hmong et des Mien. Avant la Seconde Guerre mondiale, environ 15 % des revenus coloniaux des Français provenaient du commerce de l'opium. En 1953, le Laos devient indépendant et le commerce décline jusque dans les années 1990, quand le pays s'ouvre au tourisme. De nombreux touristes arrivent dans la région pour fumer de l'opium ce qui relance le commerce.